# Diana Domingues
Pour les articles homonymes, voir Domingues.
Diana Maria Gallicchio Domingues (née à Paim Filho (Rio Grande do Sul) en 1947 et morte le 5 juin 2025 à Porto Alegre (Rio Grande do Sul)) est une enseignante, chercheuse et artiste numérique brésilienne.

## Biographie
Diana Domingues naît en 1947 à Paim Filho, une municipalité brésilienne située dans l'État du Rio Grande do Sul. Elle suit une formation traditionnelle en beaux-arts, mais s'intéresse rapidement aux techniques non conventionnelles de production artistique, inspirée par un cours donné par Walter Zanini sur l'œuvre de Marcel Duchamp. Elle commence à travailler la photomécanique et la xérographie. Dans les années 1980, elle dirige l'Atelier Livre à l'université de Caxias do Sul (UCS) et au Núcleo de Artes Visuais de Caxias do Sul (NAVI) à Caxias do Sul, invitant des artistes, des critiques et des théoriciens à donner des cours et des conférences. Ses recherches l'amènent à axer son mémoire de maîtrise sur le bagage d'images et le traitement électronique. Ce travail, réalisé à l'école des communications et des arts de l'université de São Paulo, a une bonne répercussion, puisqu'elle est invitée à donner un cours à la même école en 1991. Elle passe son doctorat à la PUC-SP, avec une thèse intitulée Imagem Eletrônica e a Poética da Metamorfose (« Image électronique et poétique de la métamorphose » en français), sous la direction du professeur Lucia Santaella, et présente ensuite une installation multimédia interactive à la Biennale de São Paulo.
Dans les années 1990, elle établit des contacts étroits avec des chercheurs et des artistes de différents pays, organisant des expositions internationales et, en 1995, un symposium au Mémorial de l'Amérique latine, ainsi qu'une exposition au MAC-USP, sur divers aspects du lien entre l'art, l'image et l'informatique. En 2002, elle publie le livre Criação e Interatividade na Ciberarte. Son travail se consolide autour des transformations des images lors de leur passage d'un support à l'autre et de leur relation avec le corps, le processus de création, le fonctionnement de l'esprit, les mathématiques, l'informatique, les systèmes organiques et l'intelligence artificielle.
Elle organise plus de trente expositions personnelles et plus de cent expositions collectives, a été citée dans diverses publications internationales et est l'auteure de plusieurs articles dans des livres et des magazines spécialisés. Lors de la 7e Biennale de La Havane en 2000, elle reçoit le prix de l'UNESCO pour la promotion de l'art. Elle a coordonné le groupe de recherche sur les nouvelles technologies dans les arts visuels à l'UCS, qui réunit des chercheurs et des boursiers dans les domaines des arts, des communications, des technologies de l'information et de l'automatisation industrielle. Lors d'un sondage d'opinion réalisé en 1999 auprès de 100 dirigeants communautaires de différentes régions par des étudiants du cours de journalisme de l'université de Caxias do Sul, elle est élue l'une des 30 Personalidades de Caxias do Sul — Destaques do Século XX (30 personnalités de Caxias do Sul — Faits marquants du XXe siècle). Elle est désormais coordinatrice du LART, le laboratoire de recherche en art et techno-science, sur le campus de Gama de l'université de Brasilia, et professeur national invité à la CAPES. Elle collabore au programme de troisième cycle en arts de l'UnB et au programme de troisième cycle en ingénierie biomédicale de la FGA-UnB. Elle mène également des recherches en partenariat avec l'Institut d'informatique de l'Unicamp.

## Publications
- (pt-BR) A Arte no Século XXI: a humanização das tecnologias. São Paulo : Editora UNESP, 1997.
- (pt-BR) Criação de poéticas digitais. Caxias do Sul : EDUCS, 2005. (en collaboration avec Suzete Venturelli)
- (pt-BR) Arte e Vida no Século XXI: Tecnologia, ciência e criatividade. São Paulo : Editora UNESP, 2003.
- (pt-BR) Catalogue INS(H)NAK(R)ES. Ciberinstalação, Evento robótico interativo e Teleperformance de Diana Domingues. Caxias do Sul : Lorigraf, 2001.
- (pt-BR) Catalogue Trans-e: my body, my blood. Interactive Installation of the Diana Domingues. Caxias do Sul : Lorigraf, 1997-2000.
- (pt-BR) Catalogue Eletronic Art Exhibition. 13th SIBGRAPI 2000. Brazilian Symposium on Computer Graphics and Image Processing. Caxias do Sul : Lorigraf, 2000.
- (pt-BR) Catalogue II Bienal de Artes Visuais do Mercosul. Julio Le Parc e Arte e Tecnologia. Fundação Bienal de Artes Visuais do Mercosul. Porto Alegre : FBAVM, 1999.
- (pt-BR) Catalogue Arte Tecnologia: A arte no século XXI: a humanização das tecnologias. Caxias do Sul : Gráfica da UCS, 1995.
- (pt-BR) Catalogue Trans-e: o corpo e as tecnologias. Caxias do Sul : Gráfica da UCS, 1995.
- (pt-BR) Catalogue Diana Domingues - XXI Bienal Internacional de São Paulo. 1991.
- (pt-BR) Catalogue Connexio: uma vida óptico-eletrônica para as imagens. São Paulo : Museu de arte Contemporânea – MAC/USP; Porto Alegre: Museu de Arte do Rio Grande do Sul ; Salerno : ARTEMEDIA III – Università Degli Studi Di Salerno, 1990.
- (pt-BR) Catalogue Eletrourbs, Eletrogravuras. Rio de Janeiro : Galeria Sergio Milliet ; Funarte; Instituto Nacional de Artes Plásticas, 1982.